# 劉廷謨
劉廷謨（1559年—1605年），原名劉訥，字仁寰，號拱北，改號懷劬，陝西漢中府寧羌衛軍籍，南鄭縣人，明朝政治人物。

## 生平
萬曆十年（1582年）壬午科陕西鄉試第十二名，萬曆十四年（1586年）丙戌科會試一百八十名，登三甲第二百七十六名進士。吏部观政，本年六月告病歸，丁外艰，十九年二月授兵部车驾司主事，二十二年升员外郎、郎中，二十三年升大名府知府，二十七年升山西副使，三十年升右布政使，三十三年卒。

## 家族
曾祖劉文；祖父劉茂，廩生；父劉世恩，儒官。母馬氏。严侍下。兄劉諴、劉訓、劉諮。弟劉訢（庠生）。
子劉與臚、劉與第。